# Clavus cadenasi
Clavus cadenasi é uma espécie de gastrópode do gênero Clavus, pertencente a família Drilliidae.